# Killo
Das Killo war eine türkische Masseneinheit (Gewicht) für Edelsteine, Gold und Silber. Es war ein Medizinalgewicht. Die Drachmen schwankte in der Größe, da für Gold 24 Killo/Karat zu 4 Grän und Silber 100 Killo/Karat zu 4 Grän zur Feinheitsbestimmung gerechnet wurde.
- 1 Killo = 1/83 Lot (Preußen = 16,667 Gramm)[2] = 0,20081 Gramm

Die Maßkette war
- 1 Tscheki/Cheki/Chequi = 100 Derhem/Drachmen/Dramm = 1600 Killo/Kara/Karat = 6400 Grän = 25.600 Quart = 321,39 Gramm